# Artabotrys vinhensis
Artabotrys vinhensis är en kirimojaväxtart som beskrevs av Suzanne Ast. Artabotrys vinhensis ingår i släktet Artabotrys och familjen kirimojaväxter. Inga underarter finns listade i Catalogue of Life.